# The Tomorrow We Were Promised Yesterday
The Tomorrow We Were Promised Yesterday es el primer álbum de larga duración de la banda australiana de post-rock Because of Ghosts. Fue lanzado en octubre de 2006 a través de las discográficas Feral Media e Inertia.

## Lista de canciones
1. . The Stars The Stars The Stars (1:01)
2. . Fall Short Of Certainty (5:20)
3. . So Quick (5:26)
4. . (Words) (1:19)
5. . No Stars In Tokyo (6:05)
6. . Only The Neon Lights (5:47)
7. . The Tomorrow We Were Promised Yesterday (1:54)
8. . Let Words Help Pictures (8:00)
9. . Bright Things Come To Confusion (5:41)
10. . The Story Of Alex Steinbach (4:58)
11. . (Pictures) (1:15)
12. . Burn It To The Ground (For Now) (5:46)

## Intérpretes
- Reuben Stanton - Guitarra, acordeón, piano.
- Domenic Stanton - Bajo, vasos de vino, glockenspiel.
- Jacob Pearce - Percusión, sampleo, glockenspiel.

### Músicos invitados
- The Sensational Alex Jarvis, ruido de guitarra en pistas 8 y 11.
- Pete Cohen, doble bajo en pistas 4 y 8.
- Jack Murfett, caja musical en pista 5.
- Aina Sato, cinta sampleada de caja musical en pista 5.
- Emily Bieber, Renee Burdue, Wendy Cooper, Nick van Cuylenburg, Neil Erenstrom, Jodie Georgiou, Chris Hung, Tim Jacobs, Jacob Pearce, Joan Pearce, Lily Pearce, Randall Pearce, Andrew Ramadge, Scooby, Liam Shambrook, y Andrew Watson, voces en pista 9.

## La grabación
- La pista número 9, Bright Things Come To Confusion fue grabada con 45 grados Celsius en el almacén E2E4, sin ventilación alguna.